# La Divorcée
Pour plus de détails, voir Fiche technique et Distribution.
La Divorcée (The Divorcee) est un film américain réalisé par Robert Z. Leonard, sorti en 1930.

## Synopsis
Après trois années de mariage, une femme découvre que son mari est infidèle. Estimant qu'il était tout à fait normal qu'elle prenne à son tour un amant, elle s'engage sur le chemin de la séparation.

## Fiche technique
- Titre : La Divorcée
- Titre original : The Divorcee
- Réalisation : Robert Z. Leonard
- Scénario : John Meehan et Zelda Sears, d'après le roman Ex-wife d'Ursula Parrott
- Production : Robert Z. Leonard et Irving Thalberg
- Photographie : Norbert Brodine
- Montage : Hugh Wynn et Truman K. Wood
- Costumes : Adrian
- Société de distribution : Metro-Goldwyn-Mayer
- Pays d'origine : États-Unis
- Langue : anglais
- Format : Noir et blanc - Mono
- Genre : Action
- Durée : 84 minutes
- Date de sortie : 1930

## Distribution

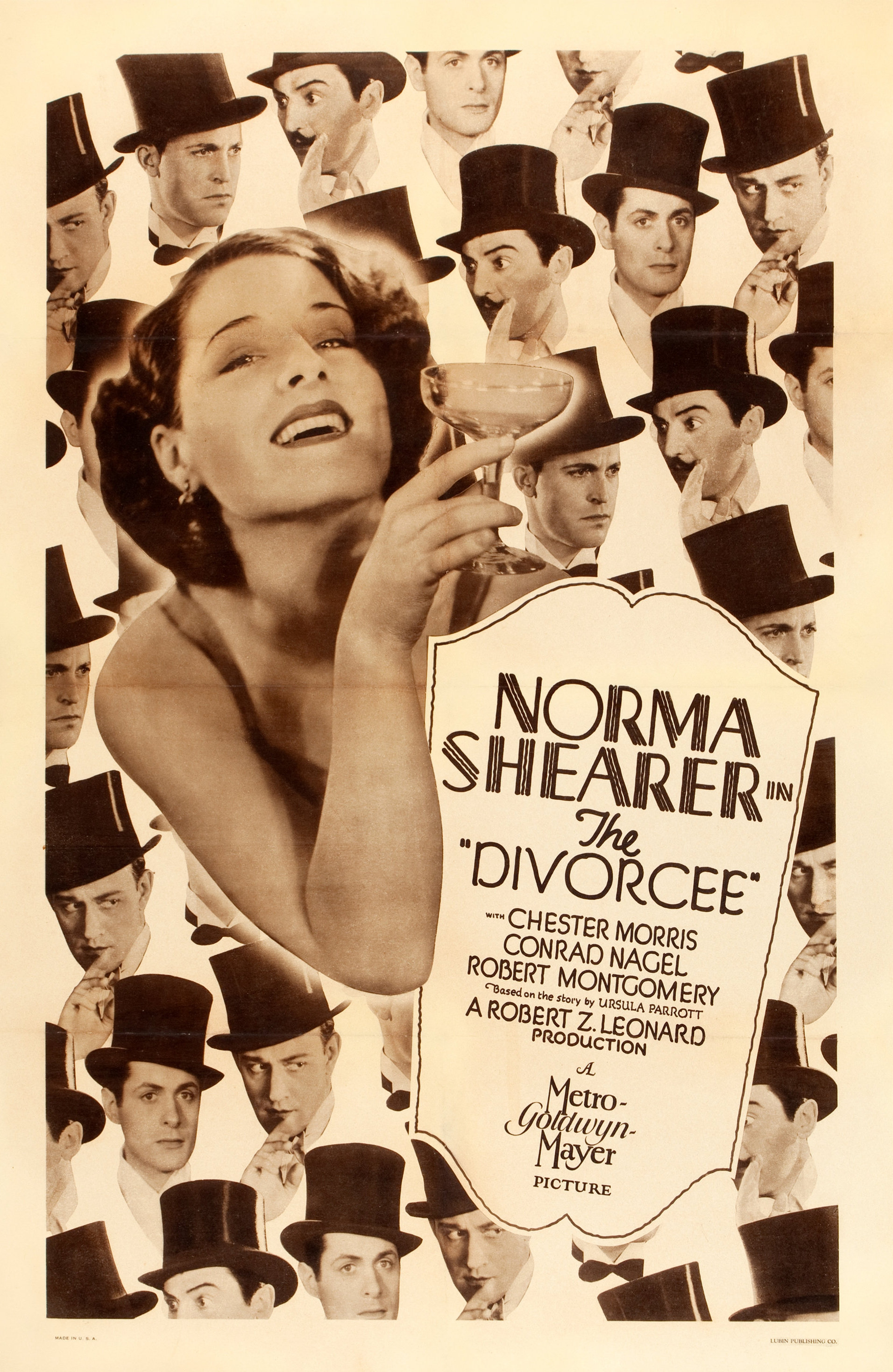
Annonce pour le film.

- Norma Shearer : Jerry Bernard Martin
- Chester Morris : Theodore 'Ted' Martin
- Conrad Nagel : Paul
- Robert Montgomery : Don
- Florence Eldridge : Helen Baldwin
- Helene Millard : Mary
- Robert Elliott : Bill Baldwin
- Mary Doran : Janice Dickson Meredith
- Tyler Brooke : Hank, le joueur d’ukulélé
- Zelda Sears : Hannah
- George Irving : Dr Bernard, père de Jerry
- George Reed (non crédité) : le deuxième porteur

## Accueil critique et public
Peu inspirés par le roman Ex-wife, les chroniqueurs cinématographiques craignaient son adaptation à l'écran. Mais La Divorcée les emballa et ils lui décernèrent des critiques élogieuses. Le public fit de même et le film obtint un grand succès au box-office américain.

## Distinctions
- Oscar de la meilleure actrice pour Norma Shearer